# Umjerenost (politika)
Umjerenost u kontekstu politike predstavlja suprotnost radikalizmu i ekstremizmu te se očituje kroz stavove i političke ciljeve koji su iz moralnih ili praktičkih razloga "prihvatljivi", odnosno njihovo postizanje kroz metode čiji je cilj izazvati što manje otpora i sukoba. Pod "umjerenim" pojedincima, pokretima i ideologijama se najčešće podrazumijevaju oni vezani uz politički centar, iako se izraz "umjereni" može vezivati i za ljevicu (pri čemu se najčešće spominju socijaldemokrati) odnosno desnicu (pri čemu se najčešće spominju demokršćani).